# PT-3

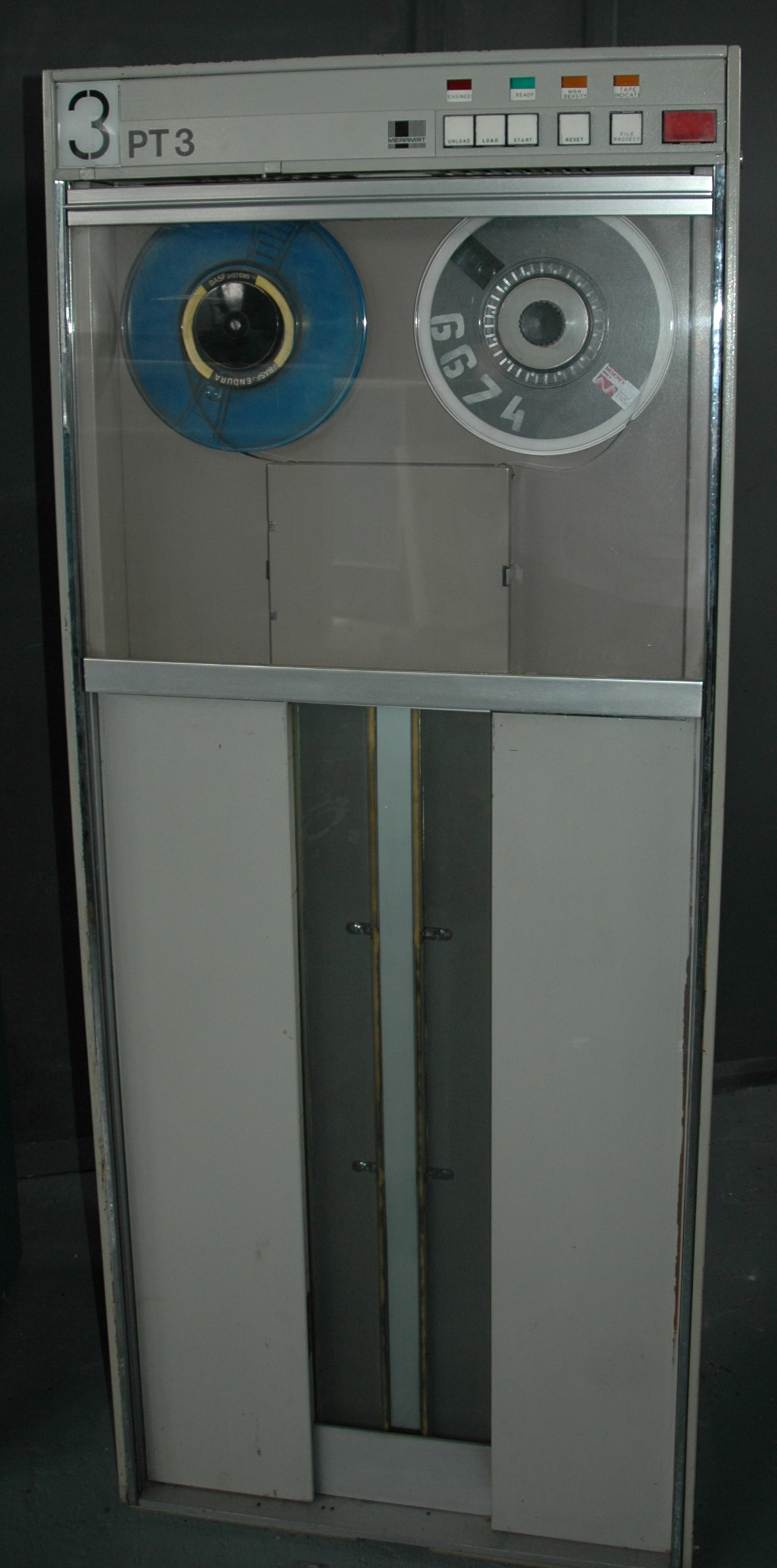

PT-3 (oznaczenie w JS EMC: EC-5019) – opracowana w Instytucie Maszyn Matematycznych PAN i produkowana od 1974 r.  przez Zakłady MERAMAT, taśmowa pamięć zewnętrzna stosowana w komputerach Odra 1300 i RIAD. 
Jej rozwinięciem była PT-3M, a poprzednikiem PT-2.

## Dane[1]
- szerokość taśmy: 1/2 cala (12,7 mm)
- długość taśmy: ok. 750 m
- maksymalna średnica szpul: 10,5 cala[2]
- liczba ścieżek: 9
- szybkość robocza taśmy: 3 m/s
- szybkość przewijani taśmy: ≥ 6 m/s
- gęstości zapisu: 8 lub 32 bity/mm[3]
- szybkość przesyłania danych: 24 000 i 96 000 bajtów/sek
- metoda zapisu: NRZI (bez powrotu do zera)
- przerwa międzyblokowa: 15,2 mm
- czas startu ≤ 4 ms
- czas stopu ≤ 4 ms
- zasilanie: 220/380 V, 50 Hz, 1.6 kW
- wymiary: 1700 x 700 x 700 mm[4]

## Zachowane
- Skansen kolejnictwa w Jaworzynie Śląskiej